# Lara Croft Tomb Raider: Anniversary
Lara Croft Tomb Raider: Anniversary er et computerspil i Eidos Interactives Tomb Raider-serie. Det er udviklet af amerikanske Crystal Dynamics og blev udgivet 1. juni 2007. Det er grundlæggende en genskabelsen af seriens original fra 1996, Tomb Raider, og indeholder derfor de samme verdener, men i modificerede udgaver. Spillet findes til PC, PlayStation 2, PlayStation Portable, Nintendo Wii og Xbox 360.

## Gameplay
Anniversary er ligesom alle sine officielle forgængere et overvejende platform/adventure-baseret spil, med actionelementer. Med styringen over Lara Croft, skal spilleren løse gåder af diverse karakterer, udføre akrobatiske opgaver og nedkæmpe modstandere. Modstanderne varierer fra mennesker, over rotter og flagermus, til løver og dinosaurer. Ligesom i de tidligere spil, er gåderne basis for at komme videre til næste udfordring. Man isoleres som grundregel i et område, der tilbyder de tilstrækkelige midler og hentydninger til løsningen af gåden. Områderne kan være alt fra relativt små rum, til store lokaliteter med adskillige selvstændige passager. Typisk skal man finde et sæt "nøgler," og anbringe dem ved en central enhed i det isolerede område. Nogle af banerne benytter også "boss"-konceptet, hvor man skal kæmpe mod en fremtrædende, unik modstander, der som udgangspunkt er sværere end almindelige modstandere, og gerne er ved eller tæt på den aktuelle banes afslutning. På den akrobatiske front skal man bestige vægge, bygninger og klippesider, men selvsamme feature benyttes også til forhindringer som roterende pigge, rullende stenkugler, mønsterligt affyrede pilespidse, mm. Lara kan blandt andet løbe, gå, hoppe, svømme, dykke, kravle, klatre på afsatser, med korrekte monteringsmuligheder svinge sig i reb over større afstande, samt løbe langs vægge (forudsat at rebet er monteret). I Anniversary introduceres også adrenaline dodge: Når en modstander kommer faretruende tæt på én sløres skærmbilledet, og trykker man på den indstillet korrekte knap, fortsætter spillet et par sekunder i slow motion, hvor man skal undvige sin modstander.
Spillet kan gemmes på ethvert tidspunkt, men et gemt spil refererer til senest passerede checkpoint; Forstået sådan, at passerer man et checkpoint, løber 20 meter og gemmer, vil man stå ved checkpointet næste gang man henter spillet. Disse checkpoints kommer ofte før specielt vanskelige udfordringer, og efter de fleste udfordringer er klaret. Når man dør, starter man automatisk ved seneste checkpoint. Ligesom i tidligere udgivelser kan man finde særlige genstande, såsom relics der giver adgang til nyt tøj i Croft Manor, mens opsporingen af gemte ikke-historierelevante artefakter giver adgang til bonusmateriale, herunder musik, filmklip og kommentarer.
Gameplaymæssigt er der ændringer i forhold til Legend. Blandt andet er Zip og Alister ikke inkluderet, og det traditionelle inventory er genindført. Grapple-konceptet er inkluderet, til trods for det ikke var med i originalen. Også Croft Manor er med – i en modificeret udgave – hvor spilleren blandt andet kommer udendørs. Mange af de samme rum fra Legend er inkluderet, men ændret både visuelt og gådemæssigt.

## Historie
I 1945 i Los Alamos, New Mexico, jævner trykbølgen fra en paddehattesky en efterladt by med jorden, og bringer en krystalgenstand til syne, hvorfra et bevinget kreatur flyver væk. 51 år senere i Calcutta, Indien hyres Lara Croft af forretningskvinden Jaqueline Natla, til at anskaffe en af de tre dele af "Atlantean Scion"; En artefakt Croft – ligesom sin far var – er besat af. Hun rejser til Peru, hvor hun i jagten på artefaktet opdager dinosaurer i Lost Valley, og finder Qualopecs grav, hvorfra hun stjæler den første "Scion of Atlantis." På vej væk fra Qualopecs sammenstyrtende grav, møder hun Natlas kontaktperson, Larson, der bestræber sig på at få artefaktet. Lara overgiver den ikke frivilligt og de to må ud i en hurtigt overstået duel, som Larson taber. Efter koncise overvejelser afslører han, at en anden arkæolog allerede er draget ud efter den næste part af "Scion of Atlantis," og at det vil gavne hendes nysgerrighed at lægge et visit forbi Natla Technologies. Via videoklip erfares det at Natla vidste Lara ville nægte at overlevere artefaktet. Hun erfarer ydermere at Pierre Dupont – den omtalte anden arkæolog – allerede er flere skridt foran hende.
I Grækenland kæmper hun mod Dupont om først at nå Tihocans grav. Da hun finder den, viser den sig tom, og straks efter trues hun på livet af sin rival. Hun nægter at aflevere de to dele hun besidder af artefaktet, og deres fysiske kamp fortsætter foran graven hvor to kentauerstatuer vækkes til live, og tramper Dupont ihjel. Efter Grækenland rejser hun til Egypten, med tredje og sidste del af "Scion of Atlantis" for øje. Da hun finder det sidste stykke, forener hun alle tre, men får blackout. Hun ser for sig, at Natla i fordums tid blev udvist af gudernes hellige orden, og hun som straf for sine ugerninger blev indfanget i en krystalgenstand; Den selvsamme der kom til syne i Mexico i 1945.
I sit ønske om at bringe artefakten i egen besiddelse, forfølger Lara Natla til de resterende dele af Atlantis. Under næste konfrontation med Larson, slår hun ham koldblodigt ihjel – og i kølvandet på flere voldelige konfrontationer indhenter hun omsider Natla, der på givende tidspunkt allerede har aktiveret artefaktet. Natla forsøger at overtale Lara til at styre artefaktets kræfter med sig, kun resulterende i Laras destruktion af "Scion of Atlantis." I blind vrede angriber Natla Lara, og ender i lavaen under dem. Natla overlever tilsyneladende, og beskylder Lara for at have et hjerte så sort som sit eget. Umiddelbart før Lara forlader den eksploderende ø, klemmes Natla under en væltet søjle.

## Indhold i spillet

### Lokationer
- Peru
- Grækenland
- Egypten
- "Lost Island"
- "Croft Manor" (træningsbane)

### Gameplayelementer
- Legends Zip og Alister vendte ikke tilbage, og Lara har ikke noget headsæt.[1]
- Lara har ikke længere Legends PDA, PLS eller kikkert, men den såkaldte "grapple" er bragt med.[2][3]
- Dual Uzis (der nu kaldes Dual Mini SMGs) og shotgunnen er vendt tilbage. Magnum-våbnet, også tilstedeværende i det originale Tomb Raider, er vendt tilbage som .50 kaliber pistoler.
- Fjender inkluderer flagermus, ulve, rotter, bjørne, pantere, krokodiller, raptorer, gorillaer, løber, t-rex, mumier, samt mutanter og monstre.
- Menneskelige fjender er Larson, Pierre Dupont, Jacqueline Natla, Kold og "The Kid."
- Spilmodellen af Lara er opgraderet til over 7.000 polygoner, og er udstyret med mulighed for en række nye bevægelser. Blandt andet kan hun balancere på små afsatser, samt løbe på vægge via den såkaldte "grapple."
- Banerne er meget mindre, men mere detaljeret end i originalen. Spilleren kan tage mere end én vej, og kritisk forbedring i forhold til Tomb Raider: Legend.
- Spillere kan forvente minimum 15 timers gameplay. Betydeligt mere end estimeret for Tomb Raider: Legend.[2]
- Interaktive cutscenes er med igen[4]
- "Auto-grab"-funktionen fra Tomb Raider: Legend er valgbar.[5]
- Lara har en dagbog, der kan bruges til hentydninger i løbet af spillet.

### Bonusmateriale
Hemmelige genstande i spillet kaldt "relics" giver spilleren adgang til nye udklædninger, og "artefakter" låser op for andet bonusmateriale (som kommentarer, musik, mv.)
- Der findes 10 udklædninger,
- Toby Gard og Jason Bottas kommentarspor til spillet,
- Soundtracket låses op efterhånden som de respektive sektioner af spillet gennemføres,
- En note til fansene fra en af spillets producere,
- En produktionsbanen kaldt "Style Units."

### Forskelle fra originalen
Tomb Raider: Anniversary er ikke en eksakt genskabelse af det originale Tomb Raider. Crystal Dynamics har ikke blot genskabt spillet fra bunden med forbedret grafik, de har tilføjet en del nyt indhold, men samtidig fjernet en del af de originale områder. Alt i alt, er spillet kortere og nogle af gåderne er simplificeret (og nogle forbedret). Nogle af ændringerne er:
- Mountain Caves: Enkelte rum er fjernet. Spilleren styrer Lara i hvad der åbningssekvensen i originalen.

- City of Vilcabamba: Mange af grotterne og rummene ved begyndelsen er fjernet. Banen er mere lineær og foruden mange af de forhindringer der var i den originale version af banen.

- Lost Valley: Grotterne fra "City of Vilcabamba" er flyttet til denne bane. Den største ændring er at t-rex nu er bossen (en unik modstander, der er betydeligt sværere end andre at slå ihjel) og skal slås ihjel for at komme videre. Selve banen er en lineær løkke der fører tilbage til vandfaldet. I originalen er det område der blot skal udforskes.

- Tomb of Qualopec: De såkaldte "spike pits" (huller med pigge) er slettet. De gigantiske, svingende blade fra Vilcabamba er flyttet hertil. Kampen mod Larson Conway er en interaktiv cutscene, frem for en direkte duel med pistoler.

- St. Francis Folly: Gorillaer og krokodiller optræder ikke i denne bane, i modsætning til i originalen. Måden hvorpå de første døre skal åbnes er anderledes. Thor hedder nu Hephaestus, og Damocles opfører sig anderledes. Neptune er nu Poseidon og hans respektive gåde er ny. Atæas er relativt identisk med originalen.

- The Coliseum: Den måske mest drastisk ændrede bane. Dele af den er betydeligt mere lineære i sit forløb, og mange dele blevet fjernet helt. Som helhed er banen kun en meget lille del af den originale.

- Midas Palace: Mange områder og gåder fra originalen er smeltet sammen i et primært rum. Crystal har også fjernet den mekanisme der åbnede forskellige døre afhængigt af et symbolsk mønster. Midas' position er ændret. Generelt set er banens layout simplificeret i forhold til sit originale modstykke.

- Tomb of Tihocan: Banen "Cistern" fra det første Tomb Raider er smeltet sammen med denne. Den eneste del af denne bane der til stadighed minder om originalen er selve Tihocans grav og det hastige vandløb. Igen, er nogle af nøgleelementerne rykket rundt, og passager og rum er enten fjernet eller modificeret. Centaurene er større og kan lave Lara om til sten, og måden hvorpå de skal slås ihjel er anderledes.

- Temple of Khamoon: De første konfrontationer med mumificerede modstandere er en filmsekvens, der ikke er set før. Hovedindgangen har to sfinxer, i stedet for en.

- Obelisk of Khamoon: I originalen var starten af denne bane bestående af blokke der kunne flyttes, der afslørede skjulte rum. Denne del er flyttet til banens afslutning, og selve banen har flere fælder end originalen.

- Sanctuary of the Scion: Banen har et par nye gåder, mens den ved sfinxen er ændret. Larsons optræden erstatter "The Cowboy"'s.

- Natla's Mines: Laras kamp mod Larson, Kold og Kid er udført med interaktive cutscenes frem for direkte kamp, som set i originalen. Cowboy er, ligesom i den forrige bane, erstattet med Larson. Enkelte rum er fjernet.

- The Great Pyramid: Dette er den tidligere "Atlantis"-bane, men til sammenligning stadig kortere. Mange af rummene og gåderne er væk til fordel for timede knapper og klatring med Laras grapple. Det eneste der er tilbage af de originale elementer er "egg room," Laras konfrontation med sin doppelganger og "bridge room."

- Final Conflict: Ruten Lara tager er forskellig fra originalen, og nogle gåder og elementer i banen er fjernet. Spillet slutter med at Lara kæmper mod Natla.

#### Andre ændringer
- Lara bruger Larsons navn, hvilket indikerer de har mødtes før. Dette indikeres ikke i originalen. Dette kan være på grund af begivenhederne i første sektion af Tomb Raider Chronicles, under forudsætning af at Chronicles regnes for en del af den sekundære kontinuitet.
- Lara kan ikke holde vejret så længe som i originalen, og tilsvarende er vandsekvenserne meget kortere.
- "Gå"-knappen tillader stadig Lara at fortsætte udover en klippe. I originalen kunne Lara ikke falde fra en afsats, selv hvis spilleren forsøgte at fremtvinge det.
- Laras hop er lavere end i alle de første fem spil.
- Udseendet på mange af fjenderne er ændret, herunder deres størrelse.
- Qualopec omtales som Natla bror.

### Systemkrav til PC
|                                | Minimum | Anbefalet |
| ------------------------------ | --- | --- |
| Operativsystem                 | Windows 2000, Windows XP eller Windows Vista                                                                               | Windows XP eller Windows Vista |
| Processor                      | Intel Pentium 3 1.4 GHz AMD Athlon XP 1500+                                                                                | Intel Pentium 4 3 GHz AMD Athlon 64 3000+                                                                                                |
| RAM                            | 256MB (til Windows 2000 og XP) 512MB (til Windows Vista)                                                                   | 1 GB |
| Grafikkort                     | 100% DirectX 9.0c-kompatible 64 MB 3D Accelerated Card med TnL (NVIDIA Geforce 3Ti-serien/ATI Radeon 9-serien eller bedre) | 100% DirectX 9.0c-kompatible 64 MB 3D Accelerated Card med Pixel Shader 2.0 (NVIDIA Geforce 6000-serien/ATI Radeon X-serien eller bedre) |
| Lydkort                        | Windows 2000, XP eller Vista-kompatibelt lydkort (100% DirectX 9.0c-kompatible)                                            | Windows 2000, XP eller Vista-kompatibelt lydkort (100% DirectX 9.0c-kompatible)                                                          |
| Harddiskplads                  | 4 GB | 4 GB |
| Windows Vista Experience Index | 2.0 | 3.0 |

### Versionsspecifikt indhold

#### Xbox 360
Den 18. juni 2007 annoncerede Eidos Interactive en Xbox 360-version af Tomb Raider: Anniversary. Spillet er separeret i fire episoder på Xbox Live. Træningsbanen, Croft Manor, er tilgængelig som gratis download for hver episode. Alle fire episoder kostede oprindeligt 2400 Microsoft Points (tilsvarende ca. $30,00), men det er nu sænket til 1600 og kræver samtidig en Lara Croft Tomb Raider: Legend-disk. Det var første gang et fuldt spil blev gjort tilgængeligt på Xbox Live Marketplace. Den tilsvarende udgave på diske blev udgivet 26. oktober 2007.
En udvikler sagde: "Indlysende nok, så tillader 360'eren os bedre at udnytte skærme med HD. Vi har erstattet de originale textures med højopløsningsversioner, og forhøjet kvaliteten af karaktermodellerne. Vi har tilføjet realtids belysning og skygger, og dermed afrundet de grafiske indstillinger i spillet. Til den sande Tomb Raider-fan har vi inkluderet ekstra udfordringer der kan teste deres evner, efterhånden som spillet skrider frem."

#### Nintendo Wii
Nintendo Wii-udgaven havde også særskilte funktioner. Gåderne blev opdateret (og nye tilføjet) for at udnytte Wii'ens unikke controller. For eksempel er tilføjet fire nye arkæologiske værktøjer, hvor spillere, som Lara, skal grave efter hemmelige artefakter.

## Stemmer
| Skuespiller      | Figur             |
| ---------------- | ----------------- |
| Keeley Hawes     | Lara Croft        |
| Alan Shearman    | Winston Smith     |
| Grey DeLisle     | Jacqueline Natla  |
| Dave Wittenberg  | Larson Conway     |
| Jim Ward         | Pierre Dupont     |
| Dave Fennoy      | Kold              |
| Alastair Duncan  | Qualopec          |
| Steve Blum       | Tihocan           |
| David Beron      | Guide             |
| Philip Tanzini   | Kid               |
| Edward Hardwicke | Sir Richard Croft |

## Trailers, gameplayvideoer og demo
Til dato er der udgivet ni officielle trailere og fire udviklerdagbøger. Den første (26. december 2006) viser Lara kæmpe mod et par velociraptore og en t-rex. Denne sekvens blev efterfulgt af videosekvenser fra selve spillet, i netop den bane hvor dinosaurerne er.
Den anden trailer (23. februar 2007) viser den velkendte åbningsvideo, hvor Laras guide i Peru overfaldes af ulve, samt gameplayvideoer fra baner i Egypten. Traileren postulerede også en udgivelse i maj 2007. Det blev dog ændret i en senere trailer til juni 2007.
Den spilbar demo af "Lost Valley"-segmentet i Peru blev udgivet 25. maj 2007.

## 10th Anniversary Edition
Core Design – seriens stifter og udvikler af de første seks spil – planlagde og iværksatte også deres bud på en jubilæumsudgave: 10th Anniversary Edition. Core havde netop færdiggjort Free Runner til PlayStation 1 og 2, der ifølge eget udsagn havde et godt styringssystem og god kameraføring. Med eksperimentelle henblik, indsatte de Lara Croft i spillets motor, og det katalyserede angiveligt idéen, og Eidos gav grønt lys til projektet. Toby Guard, Lara Crofts oprindelige skaber, arbejdede på daværende tidspunkt med Crystal Dynamics på Legend, og der var aldrig tale om at han skulle hjælpe Core med deres jubilæumsudgave. Cores ambition var at være tro mod originalen hvad angår historie og flow, men også at tilbyde spillerne noget nyt, med henblik på nye moves og gåder. Derfor blev mange af de større gåder modificeret, i en sådan grad at de var anderledes men stadig genkendelige. De ville gøre de gode dele endnu bedre, og de dårlige skulle løftes til spektakulære niveauer. De planlagde sågar en helt ny bane til spillets afslutning. Jonell Elliot, der lagde stemme til det første Tomb Raider, var tiltænkt at træde foran mikrofonen igen, men hun nåede aldrig i lydstudiet, inden projektets afslutning. Richard Morton, der var banedesigner hos Core, forklarer i et interview, at Cores salg til Rebellion var medvirkende til projektets annullering, fordi Eidos ville beholde Tomb Raider-franchiset "i huset".
Core brugte de originale baner som skabeloner, men ændrede kritiske passager og områder, så 10th Anniversary Edition ikke blot var det første spil med bedre grafik. Det var desuden et bevidst valg, ikke at inkludere samtalesystemet fra Lara Croft Tomb Raider: The Angel of Darkness. Det var også bevidst at Legend og 10th Anniversary Edition på visuelle punkter lignede hinanden, herunder Lara, der i Cores udgave var en modificeret version af Legends. Mange af fjenderne blev gjort i stand til at klatre og hoppe, så Lara ikke blot stod på et sikkert sted og eliminerede sine fjender uden modstand. Eksempelvis var også ulvene skabt til at jage som en flok, forstået sådan at én løb direkte mod Lara, mens de andre forsøgte at flankere hende bagfra.

## Modtagelse
Kath Brice fra IGN giver Anniversary 7,8 af 10, og skriver at spillet til trods for små irritationsmomenter, såsom kameraføringen, fortjener opmærksomhed, og hun vurderer at Crystals resultat har været risikoen værd at løbe. Kristian Reed fra Eurogamer oplevede spillet til 9 af 10, og roser det for at gå tilbage til seriens rødder, og for ikke at blot at være en pengemaskine. Stuart Andrews fra trustedreviews.com giver 8 af 10, og formulerer i sin anmeldelse følgende om spillet: "... Crystal Dynamics managed something special – they updated the stale aspects of the series and give it a new cinematic gloss without totally losing its core appeal". Jeff Buckland fra UnderGroundOnline giver B+ i karakter, og skriver at andre udviklere kunne lære af Crystal Dynamics remake af det på udgivelsestidspunktet 10 år gamle spil. Peter Gracer fra GamingHeaven giver 88 af 100, og fremhæver blandt andet spillets forfriskende føling, men stadig åbenlyse sammenhæng til originalen. Michael Lafferty fra gamezone.com supplerer Anniversarys række af karakterer med 8,4, og begrunder konklusionsvist: "Lara is an old gaming friend that gets a great treatment in the retelling of her original adventure. This is “vintage” Tomb Raider, given a facelift, and sparkling as a result. It is fun to play, and fun to watch".
Blandt danske anmeldere giver blandt andet Henrik Bach fra gamereactor.dk 8/10, og skriver at "spilhistoriens største heltinde genoplever fortidens eventyr i en fornem nyfortolkning. Man kunne have frygtet det værste, men det er der bestemt ingen grund til". Jonatan A. Allin fra boomtown.dk giver 9/10 og skriver blandt andet: "Jeg må sige, at det føles lidt som at komme hjem igen og opdage, at Ekstrem Hjemmeservice har været forbi. Stemningen fra originalen er helt klart til stede, helt ned til velkendte lyde, fjender, omgivelser og det klassiske roterende menusystem, men alt føles pludselig toptunet og større". Christian Kruse fra TDC Online – Spil giver Nintendo Wii-udgaven af Anniversary 5 ud af 10, med blandt andre følgende begrundelse: "... implementeringen til Wii-konceptet kun sket halvhjertet. I sig selv er det ikke verdens nemmeste genre at overføre til Nunchuk og Wii-mote, men Crystal Dynamics har ikke ligefrem tænkt styringssystemet ordentligt igennem". Kenneth T. Christensen fra gamepad.dk giver 7,5 af 10 og kommenterer herunder: "Frøken Croft giver den hele armen og spillet appellerer til både nostalgiske fans og dem, som ikke fik oplevet det oprindelige første eventyr."

## Fodnoter
1. ↑  PlayStation World (PSW), no. 91, s. 24-31, februar 2007 {{citation}}: Manglende eller tom |title= (hjælp)
2. 1 2  PSM3, no. 84, s. 80-83, januar 2007 {{citation}}: Manglende eller tom |title= (hjælp)
3. ↑  "GamesRadar Tomb Raider: Anniversary preview". Hentet 2007-02-21. (Webside ikke længere tilgængelig)
4. ↑  "TRA preview on Captain-Alban" (fransk). www.captain-alban.com. Arkiveret fra originalen 8. september 2008. Hentet 2007-02-21.
5. ↑  "Tour of Eidos Offices". Arkiveret fra originalen 6. september 2008. Hentet 2007-03-11.
6. ↑  www.tombraiderforums.com – View Single Post – Tomb Raider Anniversary on 360
7. 1 2 3 4 5 6 7 8 9 10 11  "Tomb Raider: Anniversary Cast Of Voice Characters". Hentet 2007-03-26.
8. ↑  "Brand New Egypt Anniversary Trailer". www.tombraiderchronicles.com. Hentet 2007-04-19.
9. 1 2 3 4 5 6 7  "Interview med Richard Morton på www.tombraideranniversary.com". Arkiveret fra originalen 5. april 2008. Hentet 9. april 2008.
10. ↑  IGN: Lara Croft Tomb Raider: Anniversary Review
11. ↑  "Tomb Raider Anniversary Review // PC /// Eurogamer". Arkiveret fra originalen 24. august 2007. Hentet 11. april 2008.
12. ↑  Tomb Raider: Anniverary – Trusted Reviews
13. ↑  Tomb Raider Anniversary Review – UGO.com (Webside ikke længere tilgængelig)
14. ↑  "GamingHeaven: Tomb Raider Anniversary (PC)". Arkiveret fra originalen 17. maj 2008. Hentet 11. april 2008.
15. ↑  "Tomb Raider Anniversary Review – PC, www.pc.gamezone.com". Arkiveret fra originalen 22. april 2008. Hentet 11. april 2008.
16. ↑  GameReactor.dk: Tomb Raider Anniversary
17. ↑  Boomtown – PC: Tomb Raider Anniversary
18. ↑  TDC Online – Spil – Anmeldelser – Nintendo Wii/DS – Tomb Raider Anniversary (Wii) (Webside ikke længere tilgængelig)
19. ↑  "Gamepad.dk → Anmeldelse → Tomb Raider Anniversary → PlayStation 2". Arkiveret fra originalen 9. juli 2007. Hentet 10. april 2008.